# Пазюк, Елена Александровна
Пазюк Елена Александровна (род. 24 августа 1958, Москва) — советский и российский химик, кандидат химических наук, доктор физико-математических наук, профессор МГУ.

## Биография
Родилась в Москве 24 августа 1958 года.
После окончания московской школы № 1164 поступила на Химический факультет МГУ. По окончании университета начала работать на в лаборатории молекулярной спектроскопии (при кафедре физической химии).
В 1987 году защитила диссертацию кандидата химических наук), в 2014 году стала доктором физико-математических наук). С марта 2019 года является профессором кафедры физической химии химического факультета МГУ.

## Научные исследования
Основным научным направлением Елены Александровны является молекулярная спектроскопия малых молекул.
На протяжении всего своего научного пути Елена Александровна изучала разные объекты, развивая теоретические подходы и расчетные методы, но всегда тематика изысканий была связана с молекулярной спектроскопией малых молекул. Внесла значительный вклад в пополнение банка данных о радиационных и энергетических характеристиках двухатомных молекул.
Соавтор учебных пособий «Задачи спецпрактикума по молекулярной спектроскопии» (2016), «Экспериментальные и теоретические методы молекулярной спектроскопии» (2016).

## Преподавание
Елена Александровна читает курс для аспирантов «Современные вычислительные методы в молекулярной спектроскопии», а также курсы «Избранные главы физической химии: квантовохимическое и молекулярное моделирование», «Компьютерное моделирование в молекулярной спектроскопии»; читает курсы «Физическая химия» и «Строение молекул» для студентов 4-го курса (Химический факультет МГУ).
Член оргкомитета 45-й Всероссийской олимпиады школьников по химии (2009)